# Leopolis (Wisconsin)
Leopolis es un lugar designado por el censo ubicado en el condado de Shawano en el estado estadounidense de Wisconsin. En el Censo de 2010 tenía una población de 87 habitantes y una densidad poblacional de 90,06 personas por km².

## Geografía
Leopolis se encuentra ubicado en las coordenadas 44°45′57″N 88°50′41″O / 44.76583, -88.84472. Según la Oficina del Censo de los Estados Unidos, Leopolis tiene una superficie total de 0.97 km², de la cual 0.97 km² corresponden a tierra firme y (0%) 0 km² es agua.

## Demografía
Según el censo de 2010, había 87 personas residiendo en Leopolis. La densidad de población era de 90,06 hab./km². De los 87 habitantes, Leopolis estaba compuesto por el 96.55% blancos, el 0% eran afroamericanos, el 1.15% eran amerindios, el 0% eran asiáticos, el 0% eran isleños del Pacífico, el 2.3% eran de otras razas y el 0% pertenecían a dos o más razas. Del total de la población el 4.6% eran hispanos o latinos de cualquier raza.